# Salsomaggiore Terme
Salsomaggiore Terme (conocido en el dialecto parmesano del emiliano-romañol como Sälsmagiór, y más localmente como Sèls) es un municipio situado en el territorio de la provincia de Parma, en Emilia-Romaña (Italia).
En 2022, el municipio tenía una población de 19 848 habitantes. Es el tercer municipio más poblado de la provincia, después de Parma y Fidenza.
El municipio es conocido por albergar una de las estaciones de aguas termales más importantes del país. Estas aguas termales eran conocidas ya por los celtas y romanos, pero sus propiedades curativas no fueron estudiadas hasta 1839-1842, cuando el médico Lorenzo Berzieri elaboró e hizo público un informe detallado. La salinidad de estas aguas (150 g/l) cuadruplica la del agua marina de la región.
Se ubica en la periferia suroccidental de Fidenza.

## Demografía
| Gráfica de evolución demográfica de Salsomaggiore Terme entre 1861 y 2001 |
|                                                                           |
| Fuente ISTAT - elaboración gráfica de Wikipedia                           |